# Daniel Forslund
Pour les articles homonymes, voir Forslund.
Daniel Forslund, né le 31 août 1973, est un joueur professionnel de squash représentant la Suède. Il atteint en janvier 1999 la 36e place mondiale sur le circuit international, son meilleur classement. Il est champion de Suède à neuf reprises de 1994 à 2003, un record.

## Palmarès

### Titres
- Championnats de Suède : 9 titres (1994, 1996, 1998-2003)